# Terron Millett
Terron Millett (* 28. Juni 1968 in Colorado Springs, Vereinigte Staaten) ist ein ehemaliger US-amerikanischer Boxer aus St. Louis. Er wurde im Februar 1999 Weltmeister der IBF im Halbweltergewicht und konnte den Titel im Juli 1999 verteidigen, ehe ihm der Gürtel aufgrund einer längeren Verletzungspause entzogen wurde.

## Amateurkarriere
Terron Millett gewann 1991 im Halbweltergewicht die National Golden Gloves und hatte 1990 nach einer Halbfinalniederlage gegen Kostya Tszyu eine Bronzemedaille im Halbweltergewicht bei den Goodwill Games in Seattle erkämpft.
Weitere Erfolge waren ein dritter Platz im Federgewicht bei den National Golden Gloves 1985 (Niederlage gegen Kelcie Banks), der zweite Platz im Halbweltergewicht bei den National Golden Gloves 1989, der ebenfalls zweite Platz im Halbweltergewicht bei den US-Meisterschaften 1990 (Niederlage gegen Stevie Johnston) und ein dritter Platz im Halbweltergewicht bei der nationalen Olympiaqualifikation 1992 (Niederlage gegen Stevie Johnston).

## Profikarriere
Millett bestritt sein Profidebüt im April 1993 und erzielte 20 Siege (u. a. Freddie Pendleton), eine Niederlage (Sharmba Mitchell) und ein Unentschieden (Ken Jamerson), wodurch er von der IBF auf Platz 1 der Herausforderer geführt wurde. Als solcher boxte er am 20. Februar 1999 im Madison Square Garden von New York City gegen den IBF-Weltmeister Vince Phillips und siegte durch TKO in der fünften Runde. Seine erste Titelverteidigung gewann er am 24. Juli 1999 in Las Vegas durch TKO in Runde 12 gegen die Nummer 8 des Verbandes, Virgil McClendon.
Aufgrund einer im Kampf erlittenen Handverletzung konnte er seinen Titel nicht fristgerecht gegen Zab Judah verteidigen, weshalb ihm der Titel entzogen wurde. Judah gewann den vakanten Gürtel dann im Februar 2000 und bestritt am 5. August 2000 eine Titelverteidigung gegen den inzwischen genesenen Millett, wobei Judah durch TKO in Runde 4 gewann.
Nach vier folgenden Aufbausiegen verlor er dann im Januar 2002 durch TKO gegen Arturo Gatti und im November 2002 nach Punkten gegen Ricardo Williams. Seinen nächsten und zugleich letzten Kampf verlor er im Juni 2003 durch TKO gegen Michael Stewart.